# Tyronne Ebuehi
Tyronne Ebuehi (Haarlem, 16 dicembre 1995) è un calciatore olandese naturalizzato nigeriano, difensore dell'Empoli.

## Biografia
Nato nei Paesi Bassi, sua madre è olandese mentre suo padre è nigeriano.

## Caratteristiche tecniche
Di ruolo terzino destro, dispone di buona corsa e mette cross forti e tesi in mezzo all'area avversaria.

## Carriera

### Club

#### Gli inizi
Nel 2013 è stato acquistato dall'ADO Den Haag. Dopo un anno nella primavera del club il 28 maggio 2014 firma il suo primo contratto professionistico con il club. Il 10 agosto 2014 esordisce in prima squadra in Eredivisie contro il Feyenoord.
Complessivamente, in quattro stagioni, disputa 78 presenze (con una rete) nella massima serie olandese.

#### Benfica e vari prestiti
Il 19 maggio 2018 viene acquistato dal Benfica.
Dopo avere trovato poco spazio in due anni in terra lusitana a causa di un infortunio al ginocchio, il 20 agosto 2020 viene ceduto in prestito al Twente. Al Twente torna a giocare imponendosi come terzino destro titolare mettendo a referto un gol (il 21 febbraio 2021 in campionato contro il Feyenoord) e un assist in 34 gare.
Il 28 giugno 2021 viene ceduto nuovamente in prestito, questa volta agli italiani del Venezia. L'esordio con i veneti avviene il 15 agosto, in cui gioca l'intera gara di Coppa italia contro il Frosinone, vinta ai calci di rigore. Sette giorni dopo esordisce anche in serie A, nella gara in casa del Napoli, persa per 2-0. Al termine della stagione, dopo aver raccolto 20 presenze complessive, fa ritorno ai lusitani.

#### Empoli
Il 5 luglio 2022 viene acquistato a titolo definitivo dall'Empoli, con cui firma un contratto fino al 30 giugno 2025. Esordisce con i toscani il 28 agosto nel corso del secondo tempo della partita in casa del Lecce, mentre il 16 gennaio 2023 segna la sua prima rete con i toscani, nonché prima in serie A, decidendo la vittoria casalinga contro la Sampdoria (1-0).

### Nazionale
Poteva rappresentare sia i Paesi Bassi che la Nigeria, alla fine ha deciso di rappresentare quest'ultima, nonostante inizialmente avesse rifiutato.
Convocato per la prima volta dalle aquile nel marzo 2017 in vista delle sfide contro Burkina Faso e Senegal, non viene impiegato in nessuna delle due occasioni. Esordisce con la nazionale maggiore nigeriana il 1º giugno dello stesso anno in amichevole contro il Togo.
Il 27 marzo 2018 debutta da titolare con la selezione africana nell'amichevole persa 0-2 contro la Serbia.
Due mesi dopo viene inserito nella lista dei pre-convocati per i Mondiali 2018, venendo poi confermato nel gruppo dei 23 finali il 3 giugno. Durante la fase finale disputa una partita, contro l'Islanda.
Viene poi convocato anche per la fase finale della Coppa d'Africa 2021, disputando una partita.

## Statistiche

### Presenze e reti nei club
Statistiche aggiornate al 24 maggio 2025.
| Stagione            | Squadra             | Campionato          | Campionato | Campionato | Coppe nazionali | Coppe nazionali | Coppe nazionali | Coppe continentali | Coppe continentali | Coppe continentali | Altre coppe | Altre coppe | Altre coppe | Totale | Totale | Totale |
| Stagione            | Squadra             | Comp                | Pres       | Reti       | Comp            | Pres            | Reti            | Comp               | Pres               | Reti               | Comp        | Pres        | Reti        | Pres   | Reti   |        |
| ------------------- | ------------------- | ------------------- | ---------- | ---------- | --------------- | --------------- | --------------- | ------------------ | ------------------ | ------------------ | ----------- | ----------- | ----------- | ------ | ------ | ------ |
| 2014-2015           | ADO Den Haag        | ED                  | 7          | 0          | CO              | 0               | 0               | -                  | -                  | -                  | -           | -           | -           | 21     | 0      |        |
| 2015-2016           | ADO Den Haag        | ED                  | 14         | 0          | CO              | 1               | 0               | -                  | -                  | -                  | -           | -           | -           | 15     | 0      |        |
| 2016-2017           | ADO Den Haag        | ED                  | 29         | 1          | CO              | 2               | 0               | -                  | -                  | -                  | -           | -           | -           | 31     | 1      |        |
| 2017-2018           | ADO Den Haag        | ED                  | 28         | 0          | CO              | 1               | 0               | -                  | -                  | -                  | -           | -           | -           | 29     | 0      |        |
| Totale ADO Den Haag | Totale ADO Den Haag | Totale ADO Den Haag | 78         | 1          |                 | 4               | 0               |                    | -                  | -                  |             | -           | -           | 82     | 1      |        |
| 2018-2019           | Benfica             | PL                  | 0          | 0          | CP+CdL          | 0               | 0               | UCL+UEL            | 0                  | 0                  | -           | -           | -           | 0      | 0      |        |
| ago. 2019           | Benfica             | PL                  | -          | -          | CP+CdL          | -               | -               | UCL                | -                  | -                  | SP          | 0           | 0           | 0      | 0      |        |
| Totale Benfica      | Totale Benfica      | Totale Benfica      | 0          | 0          |                 | 0               | 0               |                    | 0                  | 0                  |             | 0           | 0           | 0      | 0      |        |
| 2019-2020           | Benfica B           | SL                  | 6          | 0          | -               | -               | -               | -                  | -                  | -                  | -           | -           | -           | 6      | 0      |        |
| 2020-2021           | Twente              | ED                  | 33         | 1          | CO              | 1               | 0               | -                  | -                  | -                  | -           | -           | -           | 34     | 1      |        |
| 2021-2022           | Venezia             | A                   | 19         | 0          | CI              | 1               | 0               | -                  | -                  | -                  | -           | -           | -           | 20     | 0      |        |
| 2022-2023           | Empoli              | A                   | 26         | 2          | CI              | 0               | 0               | -                  | -                  | -                  | -           | -           | -           | 26     | 2      |        |
| 2023-2024           | Empoli              | A                   | 15         | 0          | CI              | 1               | 0               | -                  | -                  | -                  | -           | -           | -           | 16     | 0      |        |
| 2024-2025           | Empoli              | A                   | 4          | 0          | CI              | 1               | 0               | -                  | -                  | -                  | -           | -           | -           | 5      | 0      |        |
| Totale Empoli       | Totale Empoli       | Totale Empoli       | 45         | 2          |                 | 2               | 0               |                    | -                  | -                  |             | -           | -           | 48     | 2      |        |
| Totale carriera     | Totale carriera     | Totale carriera     | 181        | 4          |                 | 8               | 0               |                    | 0                  | 0                  |             | 0           | 0           | 189    | 4      |        |

### Cronologia presenze e reti in nazionale
| Cronologia completa delle presenze e delle reti in nazionale ― Nigeria | Cronologia completa delle presenze e delle reti in nazionale ― Nigeria | Cronologia completa delle presenze e delle reti in nazionale ― Nigeria | Cronologia completa delle presenze e delle reti in nazionale ― Nigeria | Cronologia completa delle presenze e delle reti in nazionale ― Nigeria | Cronologia completa delle presenze e delle reti in nazionale ― Nigeria | Cronologia completa delle presenze e delle reti in nazionale ― Nigeria | Cronologia completa delle presenze e delle reti in nazionale ― Nigeria |
| Data                                                                   | Città                                                                  | In casa                                                                | Risultato                                                              | Ospiti                                                                 | Competizione                                                           | Reti                                                                   | Note                                                                   |
| ---------------------------------------------------------------------- | ---------------------------------------------------------------------- | ---------------------------------------------------------------------- | ---------------------------------------------------------------------- | ---------------------------------------------------------------------- | ---------------------------------------------------------------------- | ---------------------------------------------------------------------- | ---------------------------------------------------------------------- |
| 1-6-2017                                                               | Saint-Leu-la-Forêt                                                     | Nigeria                                                                | 3 – 0                                                                  | Togo                                                                   | Amichevole                                                             | -                                                                      | 46’                                                                    |
| 14-11-2017                                                             | Krasnodar                                                              | Argentina                                                              | 2 – 4                                                                  | Nigeria                                                                | Amichevole                                                             | -                                                                      | 46’                                                                    |
| 23-3-2018                                                              | Breslavia                                                              | Polonia                                                                | 0 – 1                                                                  | Nigeria                                                                | Amichevole                                                             | -                                                                      | 78’                                                                    |
| 27-3-2018                                                              | Londra                                                                 | Nigeria                                                                | 0 – 2                                                                  | Serbia                                                                 | Amichevole                                                             | -                                                                      |                                                                        |
| 28-5-2018                                                              | Port Harcourt                                                          | Nigeria                                                                | 1 – 1                                                                  | RD del Congo                                                           | Amichevole                                                             | -                                                                      | 76’                                                                    |
| 2-6-2018                                                               | Londra                                                                 | Inghilterra                                                            | 2 – 1                                                                  | Nigeria                                                                | Amichevole                                                             | -                                                                      | 46’                                                                    |
| 6-6-2018                                                               | Schwechat                                                              | Nigeria                                                                | 0 – 1                                                                  | Rep. Ceca                                                              | Amichevole                                                             | -                                                                      | 46’                                                                    |
| 22-6-2018                                                              | Volgograd                                                              | Nigeria                                                                | 2 – 0                                                                  | Islanda                                                                | Mondiali 2018 - 1º turno                                               | -                                                                      | 46’                                                                    |
| 9-10-2020                                                              | Klagenfurt                                                             | Nigeria                                                                | 0 – 1                                                                  | Algeria                                                                | Amichevole                                                             | -                                                                      | 67’                                                                    |
| 30-3-2021                                                              | Abeokuta                                                               | Nigeria                                                                | 3 – 0                                                                  | Lesotho                                                                | Qual. Coppa d'Africa 2021                                              | -                                                                      |                                                                        |
| 19-1-2022                                                              | Garoua                                                                 | Guinea-Bissau                                                          | 0 – 2                                                                  | Nigeria                                                                | Coppa d'Africa 2021 - 1º turno                                         | -                                                                      | 76’                                                                    |
| 10-9-2023                                                              | Uyo                                                                    | Nigeria                                                                | 6 – 0                                                                  | São Tomé e Príncipe                                                    | Qual. Coppa d'Africa 2023                                              | -                                                                      | 73’                                                                    |
| 13-10-2023                                                             | Portimão                                                               | Arabia Saudita                                                         | 2 – 2                                                                  | Nigeria                                                                | Amichevole                                                             | -                                                                      | 65’                                                                    |
| Totale                                                                 |                                                                        | Presenze                                                               | 13                                                                     |                                                                        | Reti                                                                   | 0                                                                      |                                                                        |

## Palmarès
- Campionato portoghese: 1

Benfica: 2018-2019
- Supercoppa di Portogallo: 1

Benfica: 2019